# Кислицино
Кислицино (мар. Кислицын) — опустевшая деревня в Советском районе Республики Марий Эл. Входит в состав Кужмаринского сельского поселения.

## География
Находится в центральной части республики Марий Эл на расстоянии приблизительно 21 км по прямой на север от районного центра посёлка Советский.

## История
Была известна с 1891 года, когда здесь был 31 двор с населением 231 человек. В 1922 году в деревне было 45 дворов. Проживало 246 жителей. В 1955 году здесь было 43 дома, в 1975 году осталось только 35, а в 1985 году лишь 6 домов. Через несколько лет деревня была исключена из учётных данных.

## Население
Население не было учтено как в 2002 году, так и в 2010.